# باول هوليوود
باول هوليوود (بالإنجليزية: Paul Hollywood) هو طباخ ومشاهير وطاهي ومشاهير الطهاة ومذيع بريطاني، ولد في 1 مارس 1966 في والاسي في المملكة المتحدة.

## وصلات خارجية
- الموقع الرسمي
- باول هوليوود على موقع IMDb (الإنجليزية)
- باول هوليوود على موقع روتن توميتوز (الإنجليزية)
- باول هوليوود على موقع قاعدة بيانات الفيلم (الإنجليزية)